# Bézoutův obor
Bézoutův obor je v matematice, zejména v algebře, označení pro takový obor integrity, ve kterém je součet dvou hlavních ideálů také hlavním ideálem. Z toho plyne zejména jednak to, že pro každé dva prvky daného oboru platí Bézoutova rovnost, jednak že každý konečně generovaný ideál je také hlavní. Každou z těchto podmínek lze použít zároveň jako definiční podmínku Bézoutova oboru.

## Příklady
- Přímo z definice plyne, že Bézoutovým oborem je například každý obor hlavních ideálů.
- Bézoutovým oborem je i okruh celých funkcí (ten přitom není oborem hlavních ideálů, neboť není ani Gaussovým oborem).
- Dalším příkladem Bézoutova oboru, který není oborem hlavních ideálů, je okruh všech algebraických čísel.